# Hanson megye
Hanson megye az Amerikai Egyesült Államokban, azon belül Dél-Dakota államban található. Megyeszékhelye és legnagyobb városa Alexandria. Lakosainak száma 3461 fő (2020. április 1.). Hanson megye Miner, McCook, Hutchinson, Davison és Sanborn megyékkel határos.

## Népesség
A megye népességének változása:
| Lakosok száma | 3346 | 3390 | 3399 | 3405 | 3385 | 3461 |
|               | 2010 | 2011 | 2012 | 2013 | 2015 | 2020 |